# Step, Icinea
Step (în ucraineană Степ) este un sat în comuna Ivanîțea din raionul Icinea, regiunea Cernihiv, Ucraina.